# Apanteles euphobetri
Apanteles euphobetri är en stekelart som beskrevs av Blanchard 1935. Apanteles euphobetri ingår i släktet Apanteles och familjen bracksteklar. Inga underarter finns listade i Catalogue of Life.